# Новеллара
Новеллара (італ. Novellara) — муніципалітет в Італії, у регіоні Емілія-Романья,  провінція Реджо-Емілія.
Новеллара розташована на відстані близько 360 км на північний захід від Рима, 65 км на північний захід від Болоньї, 19 км на північний схід від Реджо-нелль'Емілії.
Населення — 13 761 особа (2014).

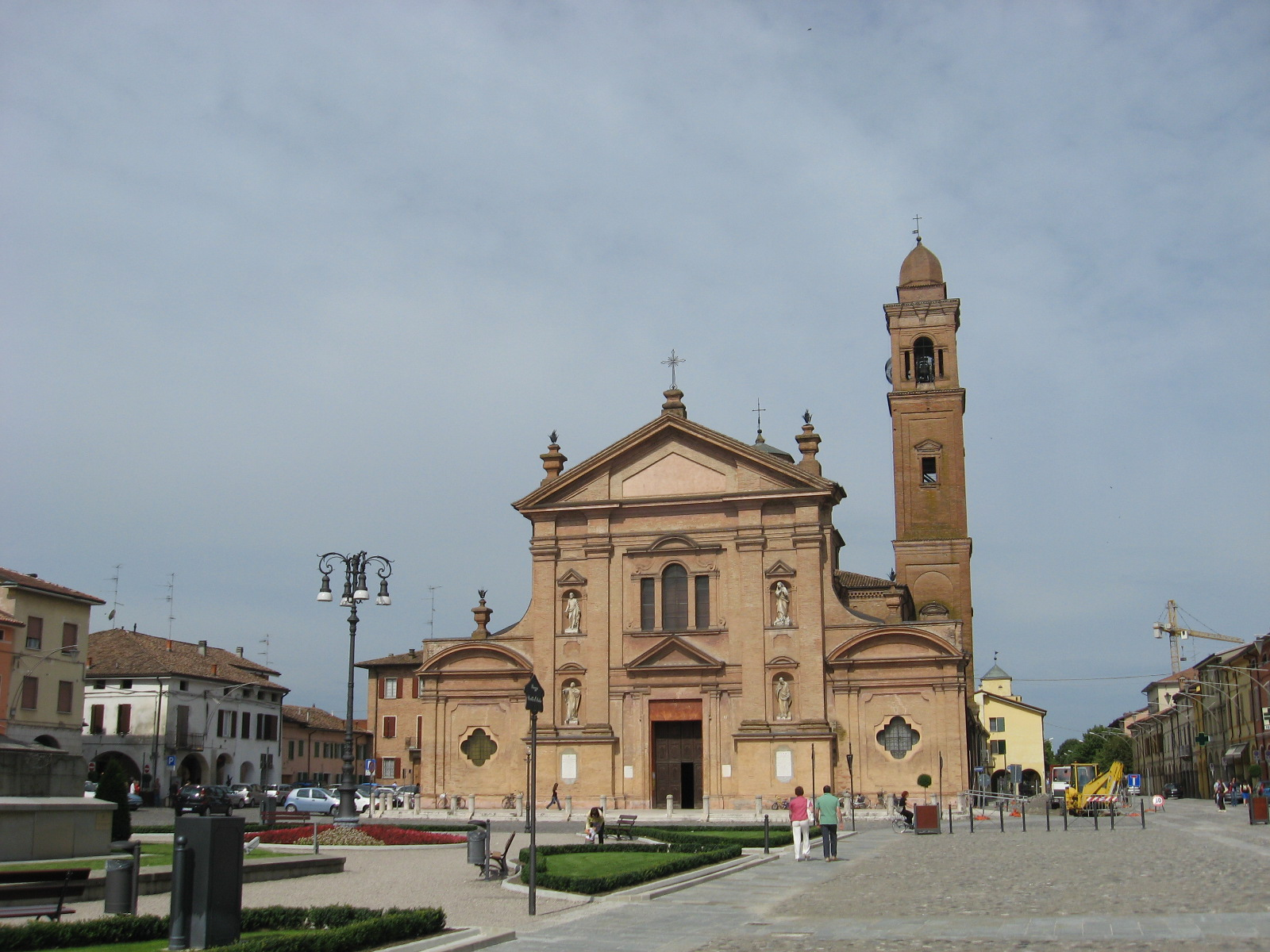

Щорічний фестиваль відбувається 4 травня. Покровитель — San Cassiano.

## Демографія
Населення за роками:

Станом на 1 січня 2023 року в муніципалітеті офіційно проживало 1958 іноземців з 61 країни, серед них 184 громадяни країн Євросоюзу та 65 громадян України.

## Сусідні муніципалітети
- Баньйоло-ін-П'яно
- Кадельбоско-ді-Сопра
- Кампаньола-Емілія
- Корреджо
- Гуасталла
- Реджоло

## Персоналії
- Маріо Паскуалотто — італійський дитячий письменник, автор циклів творів «Школа піратів» та «Агата Містері»